# Tour des Flandres 2019
Le Tour des Flandres 2019 est la 103e édition de cette course cycliste masculine sur route. Il a lieu le 7 avril 2019 dans la Région flamande, en Belgique, et fait partie du calendrier UCI World Tour 2019 en catégorie 1.UWT.

## Présentation
Le Tour des Flandres connaît en 2019 sa 103e édition. Il est organisé par l'association sans but lucratif Renners in aantocht.

### Parcours
Le parcours est quasiment identique à celui de l'année précédente. Il s'élance d'Anvers et se termine à Audenarde après 270,1 km. Il s'agit de l'édition la plus longue depuis 1998.
- - Premier tour de circuit
  - Partie intermédiaire
  - Transition vers le deuxième tour de circuit
Note: Oudenaarde est le nom néerlandais d'Audenarde et Ronse celui de Renaix
- - Deuxième tour de circuit
  - Final

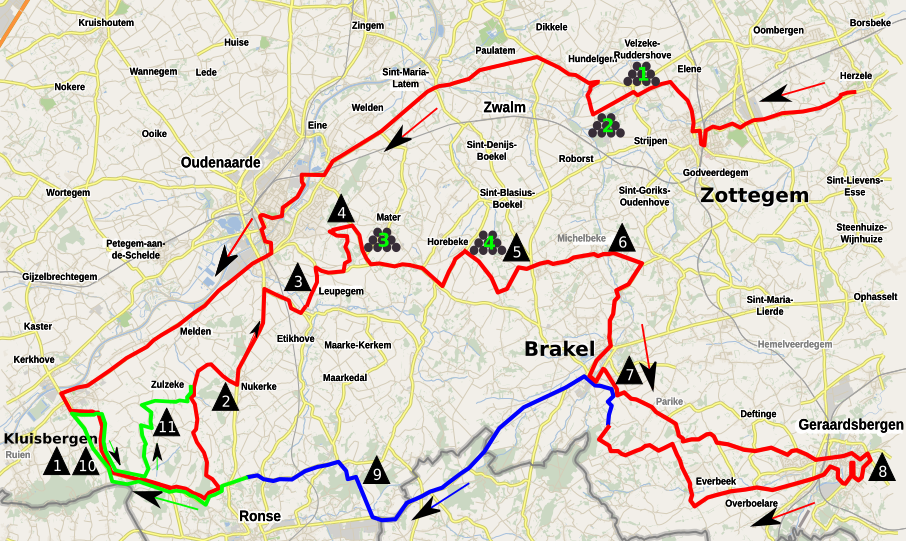
Note: Oudenaarde est le nom néerlandais d'Audenarde et Ronse celui de Renaix
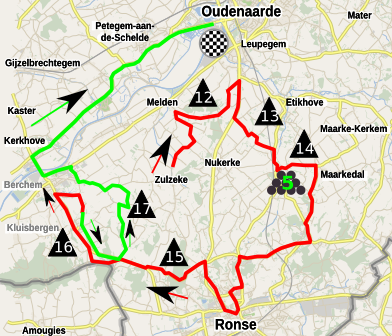

Dix-sept monts sont au programme de cette édition, pour la plupart recouverts de pavés :
| Mont | Nom             | Km    | Revêtement | Longueur (m) | Pente moyenne | Pente maxi | Km de l'arrivée |
| ---- | --------------- | ----- | ---------- | ------------ | ------------- | ---------- | --------------- |
| 1    | Vieux Quaremont | 119,1 | pavés      | 2 220        | 4 %           | 11,6 %     | 147,9           |
| 2    | Kortekeer (nl)  | 129,6 | asphalte   | 1 000        | 6,4 %         | 17 %       | 137,4           |
| 3    | Ladeuze         | 135,8 | pavé       | 1 100        | 5,8 %         | 12,2 %     | 131,2           |
| 4    | Wolvenberg      | 139,5 | asphalte   | 645          | 7,9 %         | 17,3 %     | 127,5           |
| 5    | Leberg          | 148,3 | asphalte   | 950          | 4,2 %         | 13,8 %     | 118,7           |
| 6    | Berendries      | 152,3 | asphalte   | 940          | 7 %           | 12,3 %     | 114,7           |
| 7    | Tenbosse        | 159,1 | asphalte   | 550          | 6,9 %         | 8,7 %      | 107,9           |
| 8    | Mur de Grammont | 169,5 | pavé       | 1075         | 9,3 %         | 19,8%      | 97,5            |
| 9    | Kanarieberg     | 197,1 | asphalte   | 1 000        | 7,7 %         | 14 %       | 69,9            |
| 10   | Vieux Quaremont | 212,2 | pavés      | 2 200        | 4 %           | 11,6 %     | 54,9            |
| 11   | Paterberg       | 215,5 | pavés      | 360          | 12,9 %        | 20,3 %     | 51,5            |
| 12   | Koppenberg      | 222,2 | pavés      | 600          | 11,6 %        | 22 %       | 44,8            |
| 13   | Steenbeekdries  | 227,6 | asphalte   | 700          | 5,3 %         | 6,7 %      | 39,4            |
| 14   | Taaienberg      | 230   | pavés      | 530          | 6,6 %         | 15,8 %     | 37,0            |
| 15   | Kruisberg       | 241,4 | asphalte   | 2 500        | 5 %           | 9 %        | 25,6            |
| 16   | Vieux Quaremont | 250,3 | pavés      | 2 200        | 4 %           | 11,6 %     | 16,7            |
| 17   | Paterberg       | 253,7 | pavés      | 360          | 12,9 %        | 20,3 %     | 13,3            |

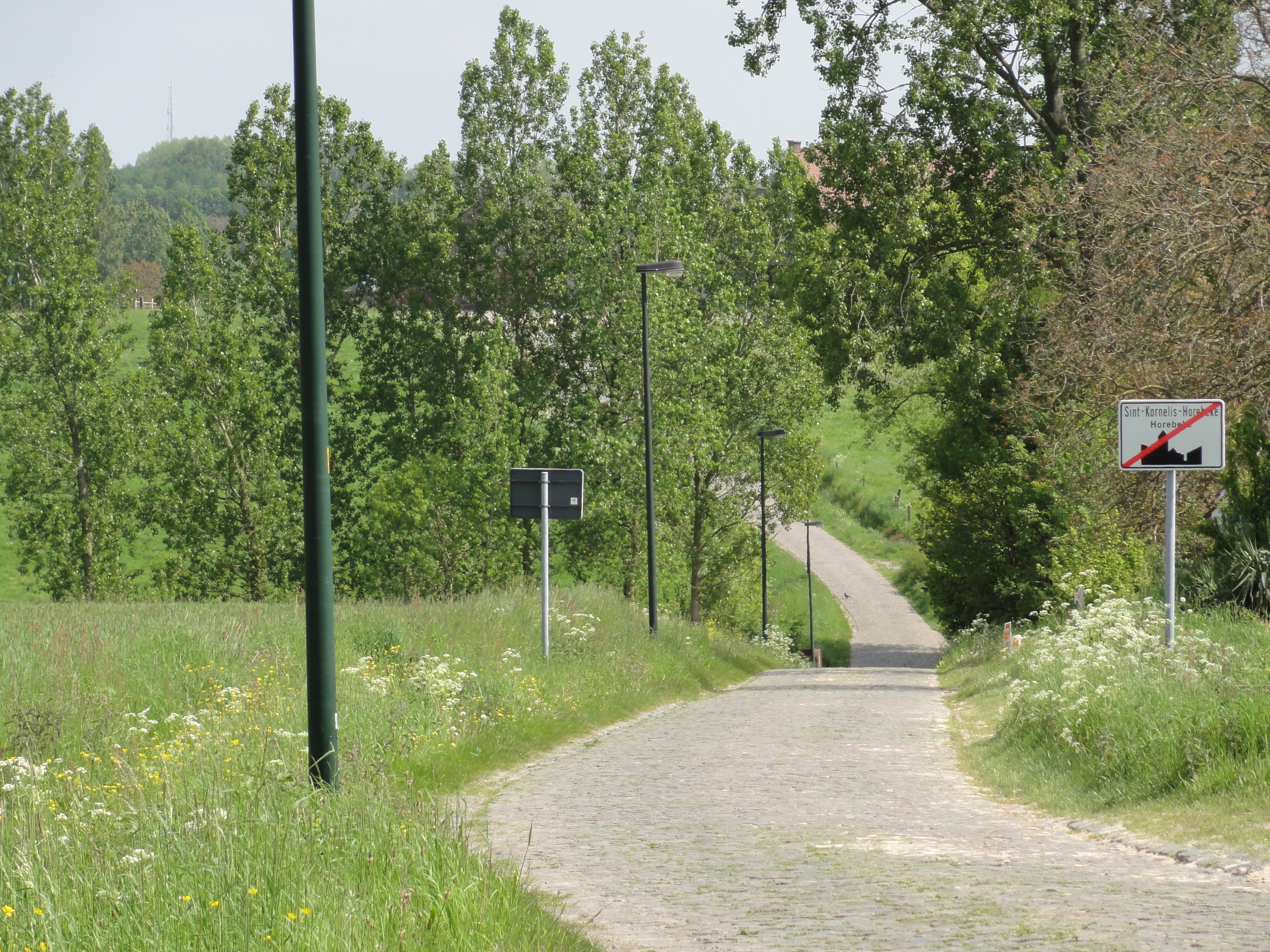
Haaghoek à Hoorebeke-Saint-Corneille est l'avant-dernier secteur pavé de la course, à 121 km de l'arrivée.

En plus des traditionnels monts, il y a cinq secteurs pavés :
| Secteur | Nom              | Km    | Longueur (m) | Km de l'arrivée |
| ------- | ---------------- | ----- | ------------ | --------------- |
| 1       | Lippenhovestraat | 86,9  | 1 300        | 180,1           |
| 2       | Paddestraat      | 88,4  | 1 500        | 178,6           |
| 3       | Holleweg         | 139,6 | 1 500        | 127,4           |
| 4       | Haaghoek (nl)    | 145,3 | 2 000        | 121,7           |
| 5       | Mariaborrestraat | 226,2 | 2 000        | 40,8            |

### Équipes
| WorldTeams (18)- AG2R La Mondiale - Astana - Bahrain-Merida - Bora-hansgrohe - CCC Team - Deceuninck-Quick Step - Dimension Data - EF Education First - Groupama-FDJ - Team Jumbo-Visma - Lotto Soudal - Mitchelton-Scott - Movistar Team - Katusha-Alpecin - Sky - Team Sunweb - Trek-Segafredo - UAE Team Emirates Équipes continentales professionnelles (7)- Direct Énergie - Cofidis, Solutions Crédits - Corendon-Circus - Wanty-Groupe Gobert - Roompot-Charles - Vital Concept-B&B Hotels - Sport Vlaanderen-Baloise |
| |

## Classements

### Classement de la course
| \| Classement général \| Classement général \| Classement général \| Classement général \| Classement général \| \| Coureur \| Coureur \| Pays \| Équipe \| Temps \| \| ------------------ \| -------------------- \| ------------------ \| ------------------------ \| ------------------ \| \| 1er \| Alberto Bettiol \| Italie \| EF Education First \| 6 h 18 min 49 s \| \| 2e \| Kasper Asgreen \| Danemark \| Deceuninck-Quick Step \| + 14 s \| \| 3e \| Alexander Kristoff \| Norvège \| UAE Team Emirates \| + 17 s \| \| 4e \| Mathieu van der Poel \| Pays-Bas \| Corendon-Circus \| + 17 s \| \| 5e \| Nils Politt \| Allemagne \| Katusha-Alpecin \| + 17 s \| \| 6e \| Michael Matthews \| Australie \| Team Sunweb \| + 17 s \| \| 7e \| Oliver Naesen \| Belgique \| AG2R La Mondiale \| + 17 s \| \| 8e \| Alejandro Valverde \| Espagne \| Movistar Team \| + 17 s \| \| 9e \| Tiesj Benoot \| Belgique \| Lotto-Soudal \| + 17 s \| \| 10e \| Greg Van Avermaet \| Belgique \| CCC Team \| + 17 s \| \| 11e \| Peter Sagan \| Slovaquie \| Bora-Hansgrohe \| + 17 s \| \| 12e \| Jens Keukeleire \| Belgique \| Lotto-Soudal \| + 17 s \| \| 13e \| Dries Van Gestel \| Belgique \| Sport Vlaanderen-Baloise \| + 17 s \| \| 14e \| Wout van Aert \| Belgique \| Team Jumbo-Visma \| + 17 s \| \| 15e \| Sebastian Langeveld \| Pays-Bas \| EF Education First \| + 17 s \| \| 16e \| Bob Jungels \| Luxembourg \| Deceuninck-Quick Step \| + 17 s \| \| 17e \| Yves Lampaert \| Belgique \| Deceuninck-Quick Step \| + 17 s \| \| 18e \| Dylan van Baarle \| Pays-Bas \| Team Sky \| + 24 s \| \| 19e \| Jasper Stuyven \| Belgique \| Trek-Segafredo \| + 1 min 19 s \| \| 20e \| Stijn Vandenbergh \| Belgique \| AG2R La Mondiale \| + 1 min 58 s \| |                      |            |                          |                 |
| |                      |            |                          |                 |
| Source : ProCyclingStats |                      |            |                          |                 |
| Classement général |                      |            |                          |                 |
| Coureur | Coureur              | Pays       | Équipe                   | Temps           |
| 1er | Alberto Bettiol      | Italie     | EF Education First       | 6 h 18 min 49 s |
| 2e | Kasper Asgreen       | Danemark   | Deceuninck-Quick Step    | + 14 s          |
| 3e | Alexander Kristoff   | Norvège    | UAE Team Emirates        | + 17 s          |
| 4e | Mathieu van der Poel | Pays-Bas   | Corendon-Circus          | + 17 s          |
| 5e | Nils Politt          | Allemagne  | Katusha-Alpecin          | + 17 s          |
| 6e | Michael Matthews     | Australie  | Team Sunweb              | + 17 s          |
| 7e | Oliver Naesen        | Belgique   | AG2R La Mondiale         | + 17 s          |
| 8e | Alejandro Valverde   | Espagne    | Movistar Team            | + 17 s          |
| 9e | Tiesj Benoot         | Belgique   | Lotto-Soudal             | + 17 s          |
| 10e | Greg Van Avermaet    | Belgique   | CCC Team                 | + 17 s          |
| 11e | Peter Sagan          | Slovaquie  | Bora-Hansgrohe           | + 17 s          |
| 12e | Jens Keukeleire      | Belgique   | Lotto-Soudal             | + 17 s          |
| 13e | Dries Van Gestel     | Belgique   | Sport Vlaanderen-Baloise | + 17 s          |
| 14e | Wout van Aert        | Belgique   | Team Jumbo-Visma         | + 17 s          |
| 15e | Sebastian Langeveld  | Pays-Bas   | EF Education First       | + 17 s          |
| 16e | Bob Jungels          | Luxembourg | Deceuninck-Quick Step    | + 17 s          |
| 17e | Yves Lampaert        | Belgique   | Deceuninck-Quick Step    | + 17 s          |
| 18e | Dylan van Baarle     | Pays-Bas   | Team Sky                 | + 24 s          |
| 19e | Jasper Stuyven       | Belgique   | Trek-Segafredo           | + 1 min 19 s    |
| 20e | Stijn Vandenbergh    | Belgique   | AG2R La Mondiale         | + 1 min 58 s    |

### Classements UCI
La course attribue des points au Classement mondial UCI 2019 selon le barème suivant :
| Position           | 1er | 2e  | 3e  | 4e  | 5e  | 6e  | 7e  | 8e  | 9e  | 10e | 11e | 12e | 13e | 14e | 15e | 16e à 20e | 21e à 30e | 31e à 50e | 51e à 55e | 56e à 60e |
| Classement général | 500 | 400 | 325 | 275 | 225 | 175 | 150 | 125 | 100 | 85  | 70  | 60  | 50  | 40  | 35  | 30        | 20        | 10        | 5         | 3         |

## Liste des participants
| Légende | Légende                                                                    | Légende | Légende                                                    |
| ------- | -------------------------------------------------------------------------- | ------- | ---------------------------------------------------------- |
| Num     | Dossard de départ porté par le coureur sur ce Tour des Flandres            | Pos     | Position à l'arrivée de la course                          |
|         | Indique un maillot de champion national ou mondial, suivi de sa spécialité | NP      | Indique un coureur qui n'a pas pris le départ de la course |
| AB      | Indique un coureur qui n'a pas terminé la course                           | HD      | Indique un coureur qui a terminé la course hors des délais |

| Direct Énergie TDE | Direct Énergie TDE     | Direct Énergie TDE |
| ------------------ | ---------------------- | ------------------ |
| Num                | Coureur                | Pos                |
| 1                  | Niki Terpstra (NED)    | AB                 |
| 2                  | Lilian Calmejane (FRA) | 40e                |
| 3                  | Anthony Turgis (FRA)   | 97e                |
| 4                  | Damien Gaudin (FRA)    | 23e                |
| 5                  | Pim Ligthart (NED)     | AB                 |
| 6                  | Alexandre Pichot (FRA) | 89e                |
| 7                  | Adrien Petit (FRA)     | 26e                |

| Movistar Team MOV | Movistar Team MOV                | Movistar Team MOV |
| ----------------- | -------------------------------- | ----------------- |
| Num               | Coureur                          | Pos               |
| 11                | Alejandro Valverde (ESP) (route) | 8e                |
| 12                | Imanol Erviti (ESP)              | 43e               |
| 13                | Lluís Mas (ESP)                  | 123e              |
| 14                | Nélson Oliveira (POR)            | 45e               |
| 15                | Jürgen Roelandts (BEL)           | 68e               |
| 16                | Jasha Sütterlin (GER)            | 22e               |
| 17                | Jaime Castrillo (ESP)            | 90e               |

| Deceuninck-Quick Step DQT | Deceuninck-Quick Step DQT   | Deceuninck-Quick Step DQT |
| ------------------------- | --------------------------- | ------------------------- |
| Num                       | Coureur                     | Pos                       |
| 21                        | Yves Lampaert (BEL) (route) | 17e                       |
| 22                        | Philippe Gilbert (BEL)      | AB                        |
| 23                        | Bob Jungels (LUX) (route)   | 16e                       |
| 24                        | Iljo Keisse (BEL)           | 105e                      |
| 25                        | Tim Declercq (BEL)          | 113e                      |
| 26                        | Kasper Asgreen (DEN)        | 2e                        |
| 27                        | Zdeněk Štybar (CZE)         | 36e                       |

| Lotto-Soudal LTS | Lotto-Soudal LTS        | Lotto-Soudal LTS |
| ---------------- | ----------------------- | ---------------- |
| Num              | Coureur                 | Pos              |
| 31               | Tiesj Benoot (BEL)      | 9e               |
| 32               | Frederik Frison (BEL)   | AB               |
| 33               | Jens Keukeleire (BEL)   | 12e              |
| 34               | Nikolas Maes (BEL)      | AB               |
| 35               | Lawrence Naesen (BEL)   | AB               |
| 36               | Brian van Goethem (NED) | AB               |
| 37               | Tim Wellens (BEL)       | 34e              |

| Bora-Hansgrohe BOH | Bora-Hansgrohe BOH              | Bora-Hansgrohe BOH |
| ------------------ | ------------------------------- | ------------------ |
| Num                | Coureur                         | Pos                |
| 41                 | Peter Sagan (SVK) (route)       | 11e                |
| 42                 | Marcus Burghardt (GER)          | 84e                |
| 43                 | Andreas Schillinger (GER)       | AB                 |
| 44                 | Juraj Sagan (SVK)               | 115e               |
| 45                 | Daniel Oss (ITA)                | 49e                |
| 46                 | Lukas Pöstlberger (AUT) (route) | 74e                |
| 47                 | Maciej Bodnar (POL)             | 124e               |

| AG2R La Mondiale ALM | AG2R La Mondiale ALM             | AG2R La Mondiale ALM |
| -------------------- | -------------------------------- | -------------------- |
| Num                  | Coureur                          | Pos                  |
| 51                   | Oliver Naesen (BEL)              | 7e                   |
| 52                   | Nico Denz (GER)                  | 122e                 |
| 53                   | Silvan Dillier (SUI)             | 54e                  |
| 54                   | Julien Duval (FRA)               | AB                   |
| 55                   | Stijn Vandenbergh (BEL)          | 20e                  |
| 56                   | Gediminas Bagdonas (LTU) (route) | AB                   |
| 57                   | Dorian Godon (FRA)               | 86e                  |

| CCC Team CPT | CCC Team CPT                   | CCC Team CPT |
| ------------ | ------------------------------ | ------------ |
| Num          | Coureur                        | Pos          |
| 61           | Greg Van Avermaet (BEL)        | 10e          |
| 62           | Michael Schär (SUI)            | 66e          |
| 63           | Gijs Van Hoecke (BEL)          | 119e         |
| 64           | Nathan Van Hooydonck (BEL)     | 61e          |
| 65           | Guillaume Van Keirsbulck (BEL) | 73e          |
| 66           | Kamil Gradek (POL)             | AB           |
| 67           | Łukasz Wiśniowski (POL)        | 71e          |

| EF Education First EF1 | EF Education First EF1    | EF Education First EF1 |
| ---------------------- | ------------------------- | ---------------------- |
| Num                    | Coureur                   | Pos                    |
| 71                     | Sep Vanmarcke (BEL)       | 25e                    |
| 72                     | Matti Breschel (DEN)      | 80e                    |
| 73                     | Sebastian Langeveld (NED) | 15e                    |
| 74                     | Sacha Modolo (ITA)        | AB                     |
| 75                     | Taylor Phinney (USA)      | AB                     |
| 76                     | Thomas Scully (NZL)       | 50e                    |
| 77                     | Alberto Bettiol (ITA)     | 1er                    |

| Mitchelton-Scott MTS | Mitchelton-Scott MTS          | Mitchelton-Scott MTS |
| -------------------- | ----------------------------- | -------------------- |
| Num                  | Coureur                       | Pos                  |
| 81                   | Matteo Trentin (ITA) (route)  | 21e                  |
| 82                   | Edoardo Affini (ITA)          | AB                   |
| 83                   | Robert Stannard (AUS)         | AB                   |
| 84                   | Michael Hepburn (AUS)         | AB                   |
| 85                   | Christopher Juul Jensen (DEN) | 96e                  |
| 86                   | Luka Mezgec (SLO)             | 95e                  |
| 87                   | Jack Bauer (NZL)              | 75e                  |

| Astana AST | Astana AST                | Astana AST |
| ---------- | ------------------------- | ---------- |
| Num        | Coureur                   | Pos        |
| 91         | Davide Ballerini (ITA)    | AB         |
| 92         | Zhandos Bizhigitov (KAZ)  | AB         |
| 93         | Laurens De Vreese (BEL)   | 72e        |
| 94         | Yevgeniy Gidich (KAZ)     | AB         |
| 95         | Daniil Fominykh (KAZ)     | 94e        |
| 96         | Hugo Houle (CAN)          | 85e        |
| 97         | Magnus Cort Nielsen (DEN) | 108e       |

| Bahrain-Merida TBM | Bahrain-Merida TBM        | Bahrain-Merida TBM |
| ------------------ | ------------------------- | ------------------ |
| Num                | Coureur                   | Pos                |
| 101                | Heinrich Haussler (AUS)   | 33e                |
| 102                | Iván García Cortina (ESP) | 24e                |
| 103                | Kristjan Koren (SLO)      | 47e                |
| 104                | Matej Mohorič (SLO)       | 41e                |
| 105                | Sonny Colbrelli (ITA)     | 30e                |
| 106                | Marcel Sieberg (GER)      | 63e                |
| 107                | Jan Tratnik (SLO)         | 87e                |

| Groupama-FDJ GFC | Groupama-FDJ GFC               | Groupama-FDJ GFC |
| ---------------- | ------------------------------ | ---------------- |
| Num              | Coureur                        | Pos              |
| 111              | Arnaud Démare (FRA)            | 28e              |
| 112              | Antoine Duchesne (CAN) (route) | 100e             |
| 113              | Jacopo Guarnieri (ITA)         | AB               |
| 114              | Ignatas Konovalovas (LTU)      | AB               |
| 115              | Stefan Küng (SUI)              | 44e              |
| 116              | Olivier Le Gac (FRA)           | 64e              |
| 117              | Ramon Sinkeldam (NED)          | 114e             |

| Dimension Data TDD | Dimension Data TDD                | Dimension Data TDD |
| ------------------ | --------------------------------- | ------------------ |
| Num                | Coureur                           | Pos                |
| 121                | Edvald Boasson Hagen (NOR)        | 32e                |
| 122                | Lars Bak (DEN)                    | 125e               |
| 123                | Bernhard Eisel (AUT)              | 117e               |
| 124                | Michael Valgren (DEN)             | 102e               |
| 125                | Reinardt Janse van Rensburg (RSA) | 55e                |
| 126                | Jay Robert Thomson (RSA)          | AB                 |
| 127                | Julien Vermote (BEL)              | 52e                |

| Team Jumbo-Visma TJV | Team Jumbo-Visma TJV        | Team Jumbo-Visma TJV |
| -------------------- | --------------------------- | -------------------- |
| Num                  | Coureur                     | Pos                  |
| 131                  | Wout van Aert (BEL)         | 14e                  |
| 132                  | Amund Grøndahl Jansen (NOR) | 99e                  |
| 133                  | Mike Teunissen (NED)        | 31e                  |
| 134                  | Pascal Eenkhoorn (NED)      | 62e                  |
| 135                  | Taco van der Hoorn (NED)    | 59e                  |
| 136                  | Danny van Poppel (NED)      | AB                   |
| 137                  | Maarten Wynants (BEL)       | 103e                 |

| Katusha-Alpecin TKA | Katusha-Alpecin TKA          | Katusha-Alpecin TKA |
| ------------------- | ---------------------------- | ------------------- |
| Num                 | Coureur                      | Pos                 |
| 141                 | Jens Debusschere (BEL)       | 35e                 |
| 142                 | Jenthe Biermans (BEL)        | AB                  |
| 143                 | Marco Haller (AUT)           | 53e                 |
| 144                 | Reto Hollenstein (SUI)       | 82e                 |
| 145                 | Viatcheslav Kouznetsov (RUS) | 79e                 |
| 146                 | Nils Politt (GER)            | 5e                  |
| 147                 | Rick Zabel (GER)             | AB                  |

| Team Sky SKY | Team Sky SKY           | Team Sky SKY |
| ------------ | ---------------------- | ------------ |
| Num          | Coureur                | Pos          |
| 151          | Gianni Moscon (ITA)    | 42e          |
| 152          | Owain Doull (GBR)      | 83e          |
| 153          | Christian Knees (GER)  | 48e          |
| 154          | Filippo Ganna (ITA)    | 98e          |
| 155          | Luke Rowe (GBR)        | 27e          |
| 156          | Ian Stannard (GBR)     | 76e          |
| 157          | Dylan van Baarle (NED) | 18e          |

| Team Sunweb SUN | Team Sunweb SUN              | Team Sunweb SUN |
| --------------- | ---------------------------- | --------------- |
| Num             | Coureur                      | Pos             |
| 161             | Michael Matthews (AUS)       | 6e              |
| 162             | Roy Curvers (NED)            | 107e            |
| 163             | Nikias Arndt (GER)           | AB              |
| 164             | Asbjørn Kragh Andersen (DEN) | AB              |
| 165             | Søren Kragh Andersen (DEN)   | AB              |
| 166             | Casper Pedersen (DEN)        | 112e            |
| 167             | Cees Bol (NED)               | AB              |

| Trek-Segafredo TFS | Trek-Segafredo TFS   | Trek-Segafredo TFS |
| ------------------ | -------------------- | ------------------ |
| Num                | Coureur              | Pos                |
| 171                | Jasper Stuyven (BEL) | 19e                |
| 172                | John Degenkolb (GER) | 29e                |
| 173                | Alex Kirsch (LUX)    | 120e               |
| 174                | Kiel Reijnen (USA)   | AB                 |
| 175                | Mads Pedersen (DEN)  | AB                 |
| 176                | Koen de Kort (NED)   | 101e               |
| 177                | Edward Theuns (BEL)  | 57e                |

| UAE Team Emirates UAD | UAE Team Emirates UAD              | UAE Team Emirates UAD |
| --------------------- | ---------------------------------- | --------------------- |
| Num                   | Coureur                            | Pos                   |
| 181                   | Alexander Kristoff (NOR)           | 3e                    |
| 182                   | Fernando Gaviria (COL)             | 78e                   |
| 183                   | Jasper Philipsen (BEL)             | AB                    |
| 184                   | Vegard Stake Laengen (NOR) (route) | 121e                  |
| 185                   | Marco Marcato (ITA)                | 104e                  |
| 186                   | Sven Erik Bystrøm (NOR)            | 38e                   |
| 187                   | Oliviero Troia (ITA)               | AB                    |

| Cofidis, Solutions Crédits COF | Cofidis, Solutions Crédits COF | Cofidis, Solutions Crédits COF |
| ------------------------------ | ------------------------------ | ------------------------------ |
| Num                            | Coureur                        | Pos                            |
| 191                            | Filippo Fortin (ITA)           | AB                             |
| 192                            | Christophe Laporte (FRA)       | AB                             |
| 193                            | Cyril Lemoine (FRA)            | 92e                            |
| 194                            | Damien Touzé (FRA)             | 106e                           |
| 195                            | Bert Van Lerberghe (BEL)       | 111e                           |
| 196                            | Kenneth Vanbilsen (BEL)        | AB                             |
| 197                            | Zico Waeytens (BEL)            | AB                             |

| Corendon-Circus COC | Corendon-Circus COC                | Corendon-Circus COC |
| ------------------- | ---------------------------------- | ------------------- |
| Num                 | Coureur                            | Pos                 |
| 201                 | Mathieu van der Poel (NED) (route) | 4e                  |
| 202                 | Stijn Devolder (BEL)               | 51e                 |
| 203                 | Lasse Norman Leth (DEN)            | AB                  |
| 204                 | Roy Jans (BEL)                     | AB                  |
| 205                 | Gianni Vermeersch (BEL)            | 69e                 |
| 206                 | Dries De Bondt (BEL)               | AB                  |
| 207                 | Otto Vergaerde (BEL)               | 91e                 |

| Roompot-Charles ROC | Roompot-Charles ROC       | Roompot-Charles ROC |
| ------------------- | ------------------------- | ------------------- |
| Num                 | Coureur                   | Pos                 |
| 211                 | Lars Boom (NED)           | AB                  |
| 212                 | Jesper Asselman (NED)     | AB                  |
| 213                 | Stijn Steels (BEL)        | 110e                |
| 214                 | Sjoerd van Ginneken (NED) | AB                  |
| 215                 | Boy van Poppel (NED)      | 56e                 |
| 216                 | Senne Leysen (BEL)        | 93e                 |
| 217                 | Pieter Weening (NED)      | 46e                 |

| Sport Vlaanderen-Baloise SVB | Sport Vlaanderen-Baloise SVB | Sport Vlaanderen-Baloise SVB |
| ---------------------------- | ---------------------------- | ---------------------------- |
| Num                          | Coureur                      | Pos                          |
| 221                          | Piet Allegaert (BEL)         | 60e                          |
| 222                          | Thomas Sprengers (BEL)       | 67e                          |
| 223                          | Benjamin Declercq (BEL)      | 109e                         |
| 224                          | Dries Van Gestel (BEL)       | 13e                          |
| 225                          | Edward Planckaert (BEL)      | 118e                         |
| 226                          | Kenneth Van Rooy (BEL)       | AB                           |
| 227                          | Jordi Warlop (BEL)           | 116e                         |

| Vital Concept-B&B Hotels VCB | Vital Concept-B&B Hotels VCB | Vital Concept-B&B Hotels VCB |
| ---------------------------- | ---------------------------- | ---------------------------- |
| Num                          | Coureur                      | Pos                          |
| 231                          | Kris Boeckmans (BEL)         | AB                           |
| 232                          | Bert De Backer (BEL)         | 70e                          |
| 233                          | Adrien Garel (FRA)           | AB                           |
| 234                          | Julien Morice (FRA)          | AB                           |
| 235                          | Jérémy Lecroq (FRA)          | AB                           |
| 236                          | Jimmy Turgis (FRA)           | 81e                          |
| 237                          | Jonas Van Genechten (BEL)    | 88e                          |

| Wanty-Gobert WGG | Wanty-Gobert WGG        | Wanty-Gobert WGG |
| ---------------- | ----------------------- | ---------------- |
| Num              | Coureur                 | Pos              |
| 241              | Frederik Backaert (BEL) | 65e              |
| 242              | Aimé De Gendt (BEL)     | 37e              |
| 243              | Tom Devriendt (BEL)     | AB               |
| 244              | Andrea Pasqualon (ITA)  | 58e              |
| 245              | Xandro Meurisse (BEL)   | 77e              |
| 246              | Ludwig De Winter (BEL)  | AB               |
| 247              | Loïc Vliegen (BEL)      | 39e              |

| Direct Énergie TDE | Direct Énergie TDE     | Direct Énergie TDE |
| ------------------ | ---------------------- | ------------------ |
| Num                | Coureur                | Pos                |
| 1                  | Niki Terpstra (NED)    | AB                 |
| 2                  | Lilian Calmejane (FRA) | 40e                |
| 3                  | Anthony Turgis (FRA)   | 97e                |
| 4                  | Damien Gaudin (FRA)    | 23e                |
| 5                  | Pim Ligthart (NED)     | AB                 |
| 6                  | Alexandre Pichot (FRA) | 89e                |
| 7                  | Adrien Petit (FRA)     | 26e                |

| Movistar Team MOV | Movistar Team MOV                | Movistar Team MOV |
| ----------------- | -------------------------------- | ----------------- |
| Num               | Coureur                          | Pos               |
| 11                | Alejandro Valverde (ESP) (route) | 8e                |
| 12                | Imanol Erviti (ESP)              | 43e               |
| 13                | Lluís Mas (ESP)                  | 123e              |
| 14                | Nélson Oliveira (POR)            | 45e               |
| 15                | Jürgen Roelandts (BEL)           | 68e               |
| 16                | Jasha Sütterlin (GER)            | 22e               |
| 17                | Jaime Castrillo (ESP)            | 90e               |

| Deceuninck-Quick Step DQT | Deceuninck-Quick Step DQT   | Deceuninck-Quick Step DQT |
| ------------------------- | --------------------------- | ------------------------- |
| Num                       | Coureur                     | Pos                       |
| 21                        | Yves Lampaert (BEL) (route) | 17e                       |
| 22                        | Philippe Gilbert (BEL)      | AB                        |
| 23                        | Bob Jungels (LUX) (route)   | 16e                       |
| 24                        | Iljo Keisse (BEL)           | 105e                      |
| 25                        | Tim Declercq (BEL)          | 113e                      |
| 26                        | Kasper Asgreen (DEN)        | 2e                        |
| 27                        | Zdeněk Štybar (CZE)         | 36e                       |

| Lotto-Soudal LTS | Lotto-Soudal LTS        | Lotto-Soudal LTS |
| ---------------- | ----------------------- | ---------------- |
| Num              | Coureur                 | Pos              |
| 31               | Tiesj Benoot (BEL)      | 9e               |
| 32               | Frederik Frison (BEL)   | AB               |
| 33               | Jens Keukeleire (BEL)   | 12e              |
| 34               | Nikolas Maes (BEL)      | AB               |
| 35               | Lawrence Naesen (BEL)   | AB               |
| 36               | Brian van Goethem (NED) | AB               |
| 37               | Tim Wellens (BEL)       | 34e              |

| Bora-Hansgrohe BOH | Bora-Hansgrohe BOH              | Bora-Hansgrohe BOH |
| ------------------ | ------------------------------- | ------------------ |
| Num                | Coureur                         | Pos                |
| 41                 | Peter Sagan (SVK) (route)       | 11e                |
| 42                 | Marcus Burghardt (GER)          | 84e                |
| 43                 | Andreas Schillinger (GER)       | AB                 |
| 44                 | Juraj Sagan (SVK)               | 115e               |
| 45                 | Daniel Oss (ITA)                | 49e                |
| 46                 | Lukas Pöstlberger (AUT) (route) | 74e                |
| 47                 | Maciej Bodnar (POL)             | 124e               |

| AG2R La Mondiale ALM | AG2R La Mondiale ALM             | AG2R La Mondiale ALM |
| -------------------- | -------------------------------- | -------------------- |
| Num                  | Coureur                          | Pos                  |
| 51                   | Oliver Naesen (BEL)              | 7e                   |
| 52                   | Nico Denz (GER)                  | 122e                 |
| 53                   | Silvan Dillier (SUI)             | 54e                  |
| 54                   | Julien Duval (FRA)               | AB                   |
| 55                   | Stijn Vandenbergh (BEL)          | 20e                  |
| 56                   | Gediminas Bagdonas (LTU) (route) | AB                   |
| 57                   | Dorian Godon (FRA)               | 86e                  |

| CCC Team CPT | CCC Team CPT                   | CCC Team CPT |
| ------------ | ------------------------------ | ------------ |
| Num          | Coureur                        | Pos          |
| 61           | Greg Van Avermaet (BEL)        | 10e          |
| 62           | Michael Schär (SUI)            | 66e          |
| 63           | Gijs Van Hoecke (BEL)          | 119e         |
| 64           | Nathan Van Hooydonck (BEL)     | 61e          |
| 65           | Guillaume Van Keirsbulck (BEL) | 73e          |
| 66           | Kamil Gradek (POL)             | AB           |
| 67           | Łukasz Wiśniowski (POL)        | 71e          |

| EF Education First EF1 | EF Education First EF1    | EF Education First EF1 |
| ---------------------- | ------------------------- | ---------------------- |
| Num                    | Coureur                   | Pos                    |
| 71                     | Sep Vanmarcke (BEL)       | 25e                    |
| 72                     | Matti Breschel (DEN)      | 80e                    |
| 73                     | Sebastian Langeveld (NED) | 15e                    |
| 74                     | Sacha Modolo (ITA)        | AB                     |
| 75                     | Taylor Phinney (USA)      | AB                     |
| 76                     | Thomas Scully (NZL)       | 50e                    |
| 77                     | Alberto Bettiol (ITA)     | 1er                    |

| Mitchelton-Scott MTS | Mitchelton-Scott MTS          | Mitchelton-Scott MTS |
| -------------------- | ----------------------------- | -------------------- |
| Num                  | Coureur                       | Pos                  |
| 81                   | Matteo Trentin (ITA) (route)  | 21e                  |
| 82                   | Edoardo Affini (ITA)          | AB                   |
| 83                   | Robert Stannard (AUS)         | AB                   |
| 84                   | Michael Hepburn (AUS)         | AB                   |
| 85                   | Christopher Juul Jensen (DEN) | 96e                  |
| 86                   | Luka Mezgec (SLO)             | 95e                  |
| 87                   | Jack Bauer (NZL)              | 75e                  |

| Astana AST | Astana AST                | Astana AST |
| ---------- | ------------------------- | ---------- |
| Num        | Coureur                   | Pos        |
| 91         | Davide Ballerini (ITA)    | AB         |
| 92         | Zhandos Bizhigitov (KAZ)  | AB         |
| 93         | Laurens De Vreese (BEL)   | 72e        |
| 94         | Yevgeniy Gidich (KAZ)     | AB         |
| 95         | Daniil Fominykh (KAZ)     | 94e        |
| 96         | Hugo Houle (CAN)          | 85e        |
| 97         | Magnus Cort Nielsen (DEN) | 108e       |

| Bahrain-Merida TBM | Bahrain-Merida TBM        | Bahrain-Merida TBM |
| ------------------ | ------------------------- | ------------------ |
| Num                | Coureur                   | Pos                |
| 101                | Heinrich Haussler (AUS)   | 33e                |
| 102                | Iván García Cortina (ESP) | 24e                |
| 103                | Kristjan Koren (SLO)      | 47e                |
| 104                | Matej Mohorič (SLO)       | 41e                |
| 105                | Sonny Colbrelli (ITA)     | 30e                |
| 106                | Marcel Sieberg (GER)      | 63e                |
| 107                | Jan Tratnik (SLO)         | 87e                |

| Groupama-FDJ GFC | Groupama-FDJ GFC               | Groupama-FDJ GFC |
| ---------------- | ------------------------------ | ---------------- |
| Num              | Coureur                        | Pos              |
| 111              | Arnaud Démare (FRA)            | 28e              |
| 112              | Antoine Duchesne (CAN) (route) | 100e             |
| 113              | Jacopo Guarnieri (ITA)         | AB               |
| 114              | Ignatas Konovalovas (LTU)      | AB               |
| 115              | Stefan Küng (SUI)              | 44e              |
| 116              | Olivier Le Gac (FRA)           | 64e              |
| 117              | Ramon Sinkeldam (NED)          | 114e             |

| Dimension Data TDD | Dimension Data TDD                | Dimension Data TDD |
| ------------------ | --------------------------------- | ------------------ |
| Num                | Coureur                           | Pos                |
| 121                | Edvald Boasson Hagen (NOR)        | 32e                |
| 122                | Lars Bak (DEN)                    | 125e               |
| 123                | Bernhard Eisel (AUT)              | 117e               |
| 124                | Michael Valgren (DEN)             | 102e               |
| 125                | Reinardt Janse van Rensburg (RSA) | 55e                |
| 126                | Jay Robert Thomson (RSA)          | AB                 |
| 127                | Julien Vermote (BEL)              | 52e                |

| Team Jumbo-Visma TJV | Team Jumbo-Visma TJV        | Team Jumbo-Visma TJV |
| -------------------- | --------------------------- | -------------------- |
| Num                  | Coureur                     | Pos                  |
| 131                  | Wout van Aert (BEL)         | 14e                  |
| 132                  | Amund Grøndahl Jansen (NOR) | 99e                  |
| 133                  | Mike Teunissen (NED)        | 31e                  |
| 134                  | Pascal Eenkhoorn (NED)      | 62e                  |
| 135                  | Taco van der Hoorn (NED)    | 59e                  |
| 136                  | Danny van Poppel (NED)      | AB                   |
| 137                  | Maarten Wynants (BEL)       | 103e                 |

| Katusha-Alpecin TKA | Katusha-Alpecin TKA          | Katusha-Alpecin TKA |
| ------------------- | ---------------------------- | ------------------- |
| Num                 | Coureur                      | Pos                 |
| 141                 | Jens Debusschere (BEL)       | 35e                 |
| 142                 | Jenthe Biermans (BEL)        | AB                  |
| 143                 | Marco Haller (AUT)           | 53e                 |
| 144                 | Reto Hollenstein (SUI)       | 82e                 |
| 145                 | Viatcheslav Kouznetsov (RUS) | 79e                 |
| 146                 | Nils Politt (GER)            | 5e                  |
| 147                 | Rick Zabel (GER)             | AB                  |

| Team Sky SKY | Team Sky SKY           | Team Sky SKY |
| ------------ | ---------------------- | ------------ |
| Num          | Coureur                | Pos          |
| 151          | Gianni Moscon (ITA)    | 42e          |
| 152          | Owain Doull (GBR)      | 83e          |
| 153          | Christian Knees (GER)  | 48e          |
| 154          | Filippo Ganna (ITA)    | 98e          |
| 155          | Luke Rowe (GBR)        | 27e          |
| 156          | Ian Stannard (GBR)     | 76e          |
| 157          | Dylan van Baarle (NED) | 18e          |

| Team Sunweb SUN | Team Sunweb SUN              | Team Sunweb SUN |
| --------------- | ---------------------------- | --------------- |
| Num             | Coureur                      | Pos             |
| 161             | Michael Matthews (AUS)       | 6e              |
| 162             | Roy Curvers (NED)            | 107e            |
| 163             | Nikias Arndt (GER)           | AB              |
| 164             | Asbjørn Kragh Andersen (DEN) | AB              |
| 165             | Søren Kragh Andersen (DEN)   | AB              |
| 166             | Casper Pedersen (DEN)        | 112e            |
| 167             | Cees Bol (NED)               | AB              |

| Trek-Segafredo TFS | Trek-Segafredo TFS   | Trek-Segafredo TFS |
| ------------------ | -------------------- | ------------------ |
| Num                | Coureur              | Pos                |
| 171                | Jasper Stuyven (BEL) | 19e                |
| 172                | John Degenkolb (GER) | 29e                |
| 173                | Alex Kirsch (LUX)    | 120e               |
| 174                | Kiel Reijnen (USA)   | AB                 |
| 175                | Mads Pedersen (DEN)  | AB                 |
| 176                | Koen de Kort (NED)   | 101e               |
| 177                | Edward Theuns (BEL)  | 57e                |

| UAE Team Emirates UAD | UAE Team Emirates UAD              | UAE Team Emirates UAD |
| --------------------- | ---------------------------------- | --------------------- |
| Num                   | Coureur                            | Pos                   |
| 181                   | Alexander Kristoff (NOR)           | 3e                    |
| 182                   | Fernando Gaviria (COL)             | 78e                   |
| 183                   | Jasper Philipsen (BEL)             | AB                    |
| 184                   | Vegard Stake Laengen (NOR) (route) | 121e                  |
| 185                   | Marco Marcato (ITA)                | 104e                  |
| 186                   | Sven Erik Bystrøm (NOR)            | 38e                   |
| 187                   | Oliviero Troia (ITA)               | AB                    |

| Cofidis, Solutions Crédits COF | Cofidis, Solutions Crédits COF | Cofidis, Solutions Crédits COF |
| ------------------------------ | ------------------------------ | ------------------------------ |
| Num                            | Coureur                        | Pos                            |
| 191                            | Filippo Fortin (ITA)           | AB                             |
| 192                            | Christophe Laporte (FRA)       | AB                             |
| 193                            | Cyril Lemoine (FRA)            | 92e                            |
| 194                            | Damien Touzé (FRA)             | 106e                           |
| 195                            | Bert Van Lerberghe (BEL)       | 111e                           |
| 196                            | Kenneth Vanbilsen (BEL)        | AB                             |
| 197                            | Zico Waeytens (BEL)            | AB                             |

| Corendon-Circus COC | Corendon-Circus COC                | Corendon-Circus COC |
| ------------------- | ---------------------------------- | ------------------- |
| Num                 | Coureur                            | Pos                 |
| 201                 | Mathieu van der Poel (NED) (route) | 4e                  |
| 202                 | Stijn Devolder (BEL)               | 51e                 |
| 203                 | Lasse Norman Leth (DEN)            | AB                  |
| 204                 | Roy Jans (BEL)                     | AB                  |
| 205                 | Gianni Vermeersch (BEL)            | 69e                 |
| 206                 | Dries De Bondt (BEL)               | AB                  |
| 207                 | Otto Vergaerde (BEL)               | 91e                 |

| Roompot-Charles ROC | Roompot-Charles ROC       | Roompot-Charles ROC |
| ------------------- | ------------------------- | ------------------- |
| Num                 | Coureur                   | Pos                 |
| 211                 | Lars Boom (NED)           | AB                  |
| 212                 | Jesper Asselman (NED)     | AB                  |
| 213                 | Stijn Steels (BEL)        | 110e                |
| 214                 | Sjoerd van Ginneken (NED) | AB                  |
| 215                 | Boy van Poppel (NED)      | 56e                 |
| 216                 | Senne Leysen (BEL)        | 93e                 |
| 217                 | Pieter Weening (NED)      | 46e                 |

| Sport Vlaanderen-Baloise SVB | Sport Vlaanderen-Baloise SVB | Sport Vlaanderen-Baloise SVB |
| ---------------------------- | ---------------------------- | ---------------------------- |
| Num                          | Coureur                      | Pos                          |
| 221                          | Piet Allegaert (BEL)         | 60e                          |
| 222                          | Thomas Sprengers (BEL)       | 67e                          |
| 223                          | Benjamin Declercq (BEL)      | 109e                         |
| 224                          | Dries Van Gestel (BEL)       | 13e                          |
| 225                          | Edward Planckaert (BEL)      | 118e                         |
| 226                          | Kenneth Van Rooy (BEL)       | AB                           |
| 227                          | Jordi Warlop (BEL)           | 116e                         |

| Vital Concept-B&B Hotels VCB | Vital Concept-B&B Hotels VCB | Vital Concept-B&B Hotels VCB |
| ---------------------------- | ---------------------------- | ---------------------------- |
| Num                          | Coureur                      | Pos                          |
| 231                          | Kris Boeckmans (BEL)         | AB                           |
| 232                          | Bert De Backer (BEL)         | 70e                          |
| 233                          | Adrien Garel (FRA)           | AB                           |
| 234                          | Julien Morice (FRA)          | AB                           |
| 235                          | Jérémy Lecroq (FRA)          | AB                           |
| 236                          | Jimmy Turgis (FRA)           | 81e                          |
| 237                          | Jonas Van Genechten (BEL)    | 88e                          |

| Wanty-Gobert WGG | Wanty-Gobert WGG        | Wanty-Gobert WGG |
| ---------------- | ----------------------- | ---------------- |
| Num              | Coureur                 | Pos              |
| 241              | Frederik Backaert (BEL) | 65e              |
| 242              | Aimé De Gendt (BEL)     | 37e              |
| 243              | Tom Devriendt (BEL)     | AB               |
| 244              | Andrea Pasqualon (ITA)  | 58e              |
| 245              | Xandro Meurisse (BEL)   | 77e              |
| 246              | Ludwig De Winter (BEL)  | AB               |
| 247              | Loïc Vliegen (BEL)      | 39e              |